# Popowo (gmina)
Popowo (bułg. Община Попово) – gmina w północno-wschodniej Bułgarii, w obwodzie Tyrgowiszte.

## Miejscowości
Miejscowości wchodzące w skład gminy Popowo:
- Apriłowo (bułg.: Априлово),
- Baba Tonka (bułg.: Баба Тонка),
- Berkowski (bułg.: Берковски),
- Braknica (bułg.: Бракница),
- Car Asen (bułg.: Цар Асен),
- Dolec (bułg.: Долец),
- Dołna Kabda (bułg.: Долна Кабда),
- Drinowo (bułg.: Дриново),
- Elenowo (bułg.: Еленово),
- Gagowo (bułg.: Гагово),
- Głoginka (bułg.: Глогинка),
- Gorica (bułg.: Горица),
- Iwancza (bułg.: Иванча),
- Kardam (bułg.: Кардам),
- Konak (bułg.: Конак),
- Kowaczewec (bułg.: Ковачевец),
- Kozica (bułg.: Козица),
- Łomci (bułg.: Ломци),
- Manastirica (bułg.: Манастирца),
- Marczino (bułg.: Марчино),
- Medowina (bułg.: Медовина),
- Osikowo (bułg.: Осиково),
- Pałamarca (bułg.: Паламарца),
- Pomosztica (bułg.: Помощица),
- Popowo (bułg.: Попово) – siedziba gminy,
- Posabina (bułg.: Посабина),
- Sadina (bułg.: Садина),
- Sławjanowo (bułg.: Славяново),
- Swetlen (bułg.: Светлен),
- Trystika (bułg.: Тръстика),
- Wodica (bułg.: Водица),
- Zachari Stojanowo (bułg.: Захари Стояново),
- Zaraewo (bułg.: Зараево),
- Zawetno (bułg.: Заветно),
- Zwezda (bułg.: Звезда).